# 青い自動車
『青い自動車』（あおいじどうしゃ、原題: Susie the Little Blue Coupe）は、1952年のアメリカ合衆国のアニメーション短編映画。一部のホームメディアでは、『小型クーペのスージー』（こがたクーペのスージー）という邦題で収録された。
ビル・ピートの短編小説を原作に、クライド・ジェロニミが監督を務めた。ウォルト・ディズニー・プロダクション（現: ウォルト・ディズニー・カンパニー）製作。擬人化された自動車が主人公の物語で、スペシャル・アニメの第8作。日本では何度かアニメ絵の絵本として発刊されている。

## ストーリー

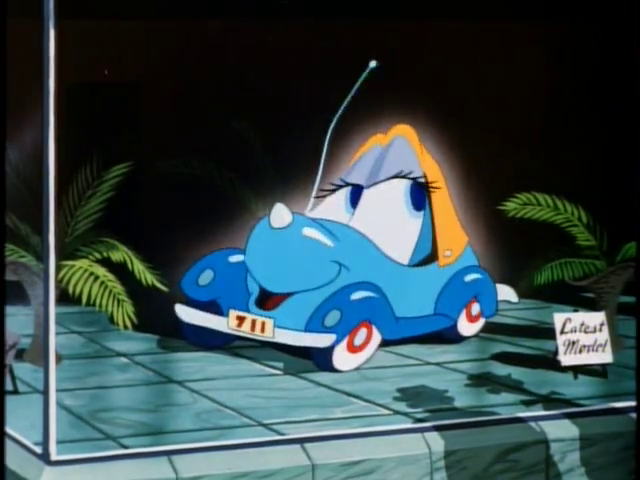
主人公のスージー

主人公のスージーは、自動車ディーラーのショールームに飾られている、ブルーの小型クーペ。ある日、店の前をたまたま通りかかった男性の目に留まり、スージーは購入されていく。彼女は激しい交通の流れや威圧的なリムジンなどに戸惑いつつも、元気に走り続けた。
しかし走行距離が延びてくると不具合が多くなり、修理工場に入れられたものの結局は売却されてしまう。他のくたびれた車と一緒に中古車店に並べられたスージーだが、しばらくして次のオーナーが彼女を購入していく。しかし新しいオーナーとなった男性の家には車庫がなく、スージーは路上駐車され、寒い夜でも震えながら外にいなければならなかった。
そんなある日、自動車窃盗犯がスージーを盗んでいってしまう。無線で通報を受けたパトカーとカーチェイスを繰り返すが、ほどなく路面電車と衝突し逃走は終了。この事故で大破したスージーはレッカー車でくず鉄置き場へと連れて行かれてしまった。
自動車の墓場のようなくず鉄置き場で無残な姿を晒すスージーだったが、自分で自動車を作ろうとする青年に購入される。青年はスージーを綺麗に修理し、彼女はまた元気に走れるようになったのだった。

## キャスト
吹き替えは旧声優のもの。新吹き替え版は八代駿のみ。
- スージー、ナレーター: 土井美加
- 店長: 江原正士
- スーツの青年: 関時男
- 修理屋: 金尾哲夫
- オーナー: 吉水慶
- 路面電車: 内田稔
- いじわるな車: 伊藤和晃
- 中古車店店長: 小山武宏
- 無線の声: 下川久美子
- 青年、信号機: 牛山茂
- くず鉄置き場の店長: 西本裕行

## スタッフ
- 監督: クライド・ジェロニミ
- 原画: ボブ・カールソン、オリー・ジョンストン、ハル・キング、クリフ・ノードバーグ、
- エフェクト原画: ジョージ・ローリー
- 脚本: ビル・ピート
- 美術: ヒュー・ヘネシー、ドン・グリフィス
- 背景: ラルフ・ヒューレット
- 音楽: ポール・スミス
- 本作品のコンセプトアートをメアリー・ブレアが担当した。[5][6]

## メディア展開

### ホームメディア
アメリカでは、『ラブ・バッグ』や『イカボードとトード氏』のDVDにボーナス・エピソードとして本作が収録された。また、『イッツ・ア・スモールワールド・オブ・ファン Vol.2』のDVDにも収録された。
日本では、2005年2月18日にブエナ・ビスタ・ホーム・エンターテイメントよりリリースされた『ミッキーとミニーはなかよし』に『小型クーペのスージー』のタイトルで収録された。

### 絵本
日本では1960年に創刊された講談社ディズニー絵本の16巻として1961年に絵本が発行され、児童文学者の柴野民三が翻訳を行った。このシリーズはディズニープロから直輸入した原色版フィルムのエクタクロームを原盤に使ったいわゆるテレビ絵本で、映画とは違った文学的生命を与えたと評された。絵本はその後も装丁や文を変えて刊行が続いている。

### サウンドドラマ
日本コロムビアが1965年に他のディズニー作品とともにサウンドドラマ『コロムビアディズニー漫画・青い自動車』としてLPレコードをリリースした。この作品ではスージー役を天地総子が務め、日本独自の挿入歌として大西修の作・編曲による「かわいいクーペ」と「さびしい夜」の二曲が使用された。

## 作品の評価

### 後の作品への影響
フロントガラスを目やまぶたに見立て、車を擬人化する手法は、2006年のディズニー・ピクサー長編アニメ『カーズ』やその続編、スピンオフ作品のインスピレーションとなった。

### 著作権の状態
作品全体の著作権は更新されなかったが、その中の音楽は更新された。事実上、本作の映像はパブリックドメインだが、作品全体がパブリックドメインになるのは、現在のアメリカ著作権法では2048年ということになる。

## その後の出演
スージーは『ハウス・オブ・マウス』のエピソード「マックスの新しい車」と、2023年の短編アニメ映画『ワンス・アポン・ア・スタジオ -100年の思い出-』にカメオ出演している。